# Pisarovina
Pisarovina je općina u Hrvatskoj, u Zagrebačkoj županiji.

## Zemljopis
Pisarovina je smještena između Vukomeričkih gorica, rijeke Kupe i Draganićke šume, na regionalnoj prometnici, udaljenoj 27 kilometara od Jastrebarskog i 25 kilometara od Zagreba.
Prostire se na površini od 145 kvadratna kilometra.

## Naselja
Općina Pisarovina obuhvaća 14 naselja, to su: Bratina, Bregana Pisarovinska, Donja Kupčina, Dvoranci, Gorica Jamnička, Gradec Pokupski, Jamnica Pisarovinska, Lijevo Sredičko, Lučelnica, Pisarovina, Podgorje Jamničko, Selsko Brdo, Topolovec Pisarovinski, Velika Jamnička.

## Stanovništvo
Prema popisu iz 2021. godine općina ima 3499 stanovnika.
| broj stanovnika | 4929  | 5500  | 5437  | 6063  | 6402  | 6316  | 6105  | 6587  | 5820  | 5847  | 5469  | 4986  | 4590  | 4207  | 3697  | 3689  | 3484  |
|                 | 1857. | 1869. | 1880. | 1890. | 1900. | 1910. | 1921. | 1931. | 1948. | 1953. | 1961. | 1971. | 1981. | 1991. | 2001. | 2011. | 2021. |

| broj stanovnika | 209   | 213   | 190   | 297   | 374   | 329   | 327   | 414   | 276   | 360   | 380   | 408   | 405   | 451   | 418   | 440   | 436   |
|                 | 1857. | 1869. | 1880. | 1890. | 1900. | 1910. | 1921. | 1931. | 1948. | 1953. | 1961. | 1971. | 1981. | 1991. | 2001. | 2011. | 2021. |

## Uprava
Načelnik općine je Tomo Kovačić (HDZ).

## Obrazovanje
- Osnovna škola „Vladimir Nazor“

## Kultura
U rujnu 2007. s radom su započele Pisarovinske mažoretkinje. Gotovo šezdeset članica razvrstanih u tri dobne kategorije (dječji, kadetski i juniorski sastav). 15. prosinca juniorski sastav održao je svoj prvi javni nastup i to na Božičnom velesajmu u Zagrebu.

## Šport
- NK Jamnica Pisarovina
- NK Donja Kupčina
- MNK Lučelnica
- RK Jamnica Pisarovina
- Streljački klub Bratina
- Udruga za rekreaciju građana Pisarovina
- Judo klub Pisarovina
- Savez Športsko ribolovnih udruga u Pisarovini
- Športsko ribolovna udruga "Som-Pisarovina"  Arhivirana inačica izvorne stranice od 18. svibnja 2021. (Wayback Machine)